# Günther Lützow
Günther Lützow (Kiel, 4 september 1912 – Donauwörth, 24 april 1945) was een Duits gevechtspiloot in de Tweede Wereldoorlog.
Hij schoot 108 vliegtuigen neer.

## Opleiding
Zijn vader Friedrich was kapitein op een korvet. Günther beëindigde op 3 maart 1931 zijn middelbare school af en volgde tot 19 februari 1932 een opleiding aan de vliegschool van Oberschleißheim samen met onder meer Wolfgang Falck, Bernd von Brauchitsch en Hermann Göring.
Daarna ging hij naar de geheime basis te Lipetsk aan de Voronesj voor een opleiding als jachtpiloot.

## Spaanse Burgeroorlog
Op 4 november 1936 ging Lützow naar Spanje om in de Spaanse Burgeroorlog met het Legioen Condor te vechten aan de kant van Francisco Franco.
Op 9 maart 1937 nam hij van Siegfried Lehmann de Jagdgruppe 88 over met Messerschmitt Bf 109 vliegtuigen.Hij werd onderscheiden met het Spanjekruis in Goud met Zwaarden en Brillanten.
Hij trouwde op 19 juli 1938 te Berlijn met Gisela von Priesdorff, die hij op een bal had leren kennen.

## Tweede Wereldoorlog
In oktober 1939 werd Günther Lützow commandant van het Jagdgeschwader 3, dat van Brandis bij Leipzig naar Zerbst bij Maagdenburg verhuisde.
Op 10 januari 1940 verhuisde het eskader naar Peppenhoven bij Rheinbach. Op 25 juli 1940 had Lützov negen vliegtuigen afgeschoten.
Voor de Slag om Engeland verhuisde JG 3 op 1 augustus naar Boulogne-sur-Mer. Na zijn 15e overwinning kreeg hij het IJzeren Kruis.
In 1941 nam Lützow deel aan Operatie Barbarossa.
Op 24 oktober vierde hij zijn honderdste overwinning.

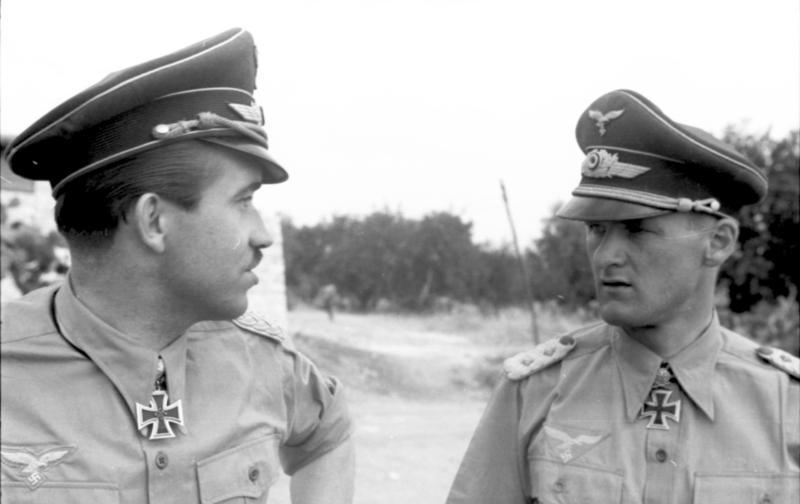
Adolf Galland en Günther Lützow te Italië in 1943

## Muiterij
Günther Lützow en Johannes Steinhoff bekritiseerden op een vergadering te Berlijn-Gatow van 6 tot 12 november 1944 Hermann Göring.
De piloten waren kwaad over Unternehmen Bodenplatte op 1 januari 1945 waarbij ze 300 vliegtuigen verloren hadden, deels door eigen FLAK.
Göring had Generaal Adolf Galland ontslagen en had de piloten uitgescholden voor lafaards.
Göring verbande Lützow naar Verona Italië.
In april 1945 werd hij naar München-Riem verplaatst.
Hij viel met zijn Messerschmitt Me 262 straaljager een groep B-26 Marauder bommenwerpers aan. Hij raakte in gevecht met de begeleidende Thunderbolt jagers. Hij stortte neer en zijn vliegtuig ontplofte.

## Militaire loopbaan
- Flieger: 1932[1]
- Leutnant: 1934[1]
- Oberleutnant: 1936[1]
- Hauptmann: 1938[1]
- Major: 1940[1]
- Oberstleutnant: 1941[1]
- Oberst: 1943[1]

## Decoraties
- Ridderkruis van het IJzeren Kruis op 18 september 1940 als Major en Geschwaderkommodore van JG 3[3][1]
- Ridderkruis van het IJzeren Kruis met Eikenloof (nr.27) op 20 juli 1941 als Major en Geschwaderkommodore van JG 3[3][1]
- Ridderkruis van het IJzeren Kruis met Eikenloof en Zwaarden (nr.4) op 11 oktober 1941 als Major en Geschwaderkommodore van JG 3[3][1]
- Medalla de la Campaña (Spanje)[1]
- Militaire Medaille[1]
- Bijzondere klasse: Spanjekruis in goud met diamanten op 6 juni 1939[1]
- Gewondeninsigne 1939 in zwart[1]
- IJzeren Kruis 1939, 1e Klasse (3 juni 1940)[4][1]en 2e Klasse (26 mei 1940)[4][1]
- Gesp voor Gevechtsvluchten aan het Front voor jachtvliegers in goud met getal "300"[1]
- Gezamenlijke Piloot-Observatiebadge in Goud met Diamanten[1]
- Hij werd genoemd in het Wehrmachtsbericht. Dat gebeurde op:
- 25 oktober 1941[1]